# Sástelek
Sástelek (Sacalasău), település Romániában, a Partiumban, Bihar megyében.

## Fekvése
A Réz-hegység nyúlványai alatt, Margittától délre,  Kövesegyháza és Felsőderna közt fekvő település.

## Története
Sástelek neve 1406-ban tűnt fel először az oklevelekben p. walachalis Sasthelek néven. 1692-ben Sastulek, 1808-ban Sastelek, Szakallaszo, 1851-ben, 1888-ban és 1913-ban Sástelek néven írták.
1851-ben Fényes Elek írta a településről: „Sástelek, románul Szákálátsen, Bihar vármegyében, a Rézalján. Lakja 290
görög katholikus, 3 református, 6 zsidó. Görög katholikus anyatemplom. Határa 1600 hold, ... Határán keresztül foly egy tiszta patak, ... van ezen Barthos Gábor urnak 2 vizimalma, s egy pálinkaháza. Birja Bathos Gábor.”
1910-ben 431 lakosából 48 magyar, 30 szlovák, 327 román volt. Ebből 45 római katolikus, 351 görögkatolikus, 13 református volt. A trianoni békeszerződés előtt Bihar vármegye Margittai járásához tartozott.

## Nevezetesség
- Ortodox fatemplom[2]